# Ubon UMT United Football Club
El Ubon UMT United Football Club (en tailandés: สโมสรฟุตบอลอุบล ยูเอ็มที ยูไนเต็ด) es un equipo de fútbol de Tailandia que juega en la Primera División de Tailandia, la segunda categoría de fútbol en el país.

## Historia
Fue fundado el 1 de diciembre de 2014 en la ciudad de Ubon Ratchathani como parte de un proyecto para crear una rivalidad entre equipos de la región.
El club debutó en el año 2015 en la Segunda División de Tailandia, obteniendo ese año en título de la categoría y logrando el ascenso a la Primera División de Tailandia para la temporada 2016.
En tan solo una temporada en la segunda categoría lograron el ascenso a la Liga Premier de Tailandia tras terminar en segundo lugar de la Primera División de Tailandia.

## Palmarés
- Segunda División de Tailandia: 1

2015

## Jugadores

### Plantel 2017/18

#### Altas y bajas 2017–18 (invierno)
| Altas   | Altas    | Altas       | Altas | Altas |
| Jugador | Posición | Procedencia | Tipo  | Costo |
| ------- | -------- | ----------- | ----- | ----- |

| Bajas                | Bajas    | Bajas   | Bajas     | Bajas        |
| Jugador              | Posición | Destino | Tipo      | Costo        |
| -------------------- | -------- | ------- | --------- | ------------ |
| Teerapong Putthasuka | Portero  | Sisaket | Traspaso. | No revelado. |

## Entrenadores
| Nombre                        | Nacionalidad | Periodo                                   |
| ----------------------------- | ------------ | ----------------------------------------- |
| Nopporn Eksatra               | Tailandia    | Diciembre de 2014 – 24 de marzo de 2015   |
| Jakkarat Tonhongsa (interino) | Tailandia    | 24 de marzo de 2015 – 23 de abril de 2015 |
| Scott Cooper                  | Irlanda      | 23 de abril de 2015 – ??                  |
| Gary Stevens                  | Inglaterra   | 13 de diciembre de 2017 - ?               |
| Mixu Pattelainen              | Finlandia    | ?-22 de abril de 2018                     |
| Sugao Kambe                   | Japón        | 23 de abril de 2018 - presente            |

## Clubes afiliados
- Amnat Poly United FC